# کنج عزلت
کنجِ عزلت (به انگلیسی: The Well of Loneliness) رمانی با موضوع همجنس‌گرایی نوشته نویسنده انگلیسی مارگاریت رادکلیف هال است. این رمان توسط دولت بریتانیا در سال ۱۹۲۸ به دلیل محتوایش که به همجنس‌گرایی زنانه می‌پرداخت، توقیف شد، لکن در سال ۱۹۴۹ میلادی، یعنی شش سال پس از مرگ نویسنده منتشر شد. داستان این رمان به زندگی زنی انگلیسی به نام استیون ماری اولیویا گرترود گوردون، که از طبقه مرفه جامعه آن زمان بود، می‌پردازد. در این رمان نشانه‌های همجنس‌گرایی شخصیت اول داستان از سال‌های آغازین زندگی او نمود پیدا می‌کند. آنجا که ماری استیون عاشق شخصیت زنانه ماری لویلین، راننده آمبولانس زنان در خلال جنگ جهانی اول می‌شود. این عشق دیری نمی‌پاید زیرا که طرد شدن از سوی جامعه استیون ماری را به کنج عزلت برد و این نکته‌ای است که هال از آن به عنوان نقطه ضعف این عشق نام می‌برد. این رمان همجنس‌گرایی را امری طبیعی جلوه داده و آن را هدیه خداوند می‌نامد و در پیامی آشکار خواهان به رسمیت شناختن حق حیات و باقی حقوق اجتماعی همجنس‌گرایان است.
سردبیر روزنامه ساندی اکسپرس در پی انتشار این رمان شدیداً به رادکلیف هال تاخت واو را مورد بی‌رحمانه‌ترین انتقادات قرار داد. او در نقد رمان کنج عزلت نوشت: 
ترجیح می‌دهم شیشه‌ای از اسید هیدروژن سیانید به هر دختر و پسری بدهم تا با نوشیدن آن به زندگیش خاتمه دهد قبل از آنکه این داستان منتشر شود.
در واقع این رمان به جز یک مورد هیچ تصویر جنسی را مجسم نمی‌کند. آنجا که راوی می‌گوید: "آن شب، آن‌ها از یکدیگر جدا نشدند". با این‌حال دادگاهی در بریتانیا به دلیل اینکه این رمان تصویر مستهجن در دفاع از روابط غیرطبیعی زنان و به بیانی دیگر همجنس‌گرایی زنانه ارائه داده‌است، آن را محکوم کرد. در آمریکا نیز این رمان باعث ایجاد دعواهای حقوقی زیادی در ایالت نیویورک و در دادگاه گمرک آمریکا در نیویورک شد.
پس از انتشار دعواهای قانونی مرتبط با انتشار این رمان، زنان همجنس‌گرا بیش از پیش در فرهنگ بریتانیا وآمریکا نمودار شدند. و این رمان طی دهه‌ها مشهورترین داستان با موضوع همجنس‌گرایی زنانه در ادبیات انگلیسی بود. دختران همجنس‌گرا در این سال‌ها این کتاب را یگانه منبع افزایش دانایی‌های خود دربارهٔ همجنس‌گرایی می‌دانستند. دیدگاه خوانندگان این رمان به دو دسته تقسیم شده بود. عده‌ای رمان کنج عزلت را می‌ستودند و گروهی دیگر به دلیل شکل گفتار استیون نقد می‌کردند، زیرا معتقد بوند که استیون تمایلات همجنس‌خواهانه را به‌شکل انحراف جنسی نمایانده‌است. نقشی که این رمان در نمایاندن مردان همجنس‌گرا داشت جنجال‌برانگیز بود و تا امروز برخی منتقدان معتقدند که استیون زنی تراجنسیتی بوده‌است. و روش که بررسی رمان دربارهٔ زندگی جنسی و تساوی زن ومرد تا امروز گفتگوها و تحلیل‌های فراوانی را در پی داشته‌است.

## آشنایی با رادکلیف هال
رادکلیف در سال ۱۹۲۶ به اوج فعالیت‌های حرفه‌ای خود رسید. آنجا که رمانی به نام «از نسل آدم» دربارهٔ بیداری روحانی یک خدمتکار ایتالیایی نوشت. این رمان او را به شهرت فراوانی رساند و با استقبال خوبی در بازار کتاب مواجه شد. او موفق به دریافت جایزه ادبی فمینا و جایزه تیت بلک گردید> با اینحال او از قبل ایده نوشتن رمانی با موضوعی که بعدها به همجنس‌گرایی معروف شد را در سر می‌پروراند، که باعث افزایش شهرت و اعتبار او در میان خوانندگان می‌شد. او که در ادبیات به لبه پرتگاه نزدیک شده بود، قبل از نوشتن رمان کنج عزلت، از دوستش «اونا تروبریدیچ» تقاضای کمک کرد. او که هم‌زمان اهدافی اجتماعی، سیاسی داشت، می‌خواست به سکوت جامعه دربارهٔ همجنس‌گرایی پایان دهد و موجی از احساسات مردمی را برانگیزد که همجنس‌گرایان را در جامعه پذیرفته و حقوق آنان را رعایت کنند. گویی که می‌خواست جامعه را به انجام کاری نیک وادارد و آنان را به یک زندگی معقول و مفید سوق دهد. او از ناشری که قرار بود کتابش را منتشر کند، قول گرفت که حتی کلمه‌ای از کتابش را تغییر ندهد.
قلمم را در خدمت مظلوم‌ترین وناامیدترین اشخاص عالم قرار دادم. تا آنجا که می‌دانم، پیش از این کسی چنین نکرده‌است و حتی به ذهنش نیز خطور نکرده که چنین کند.

## خلاصه داستان

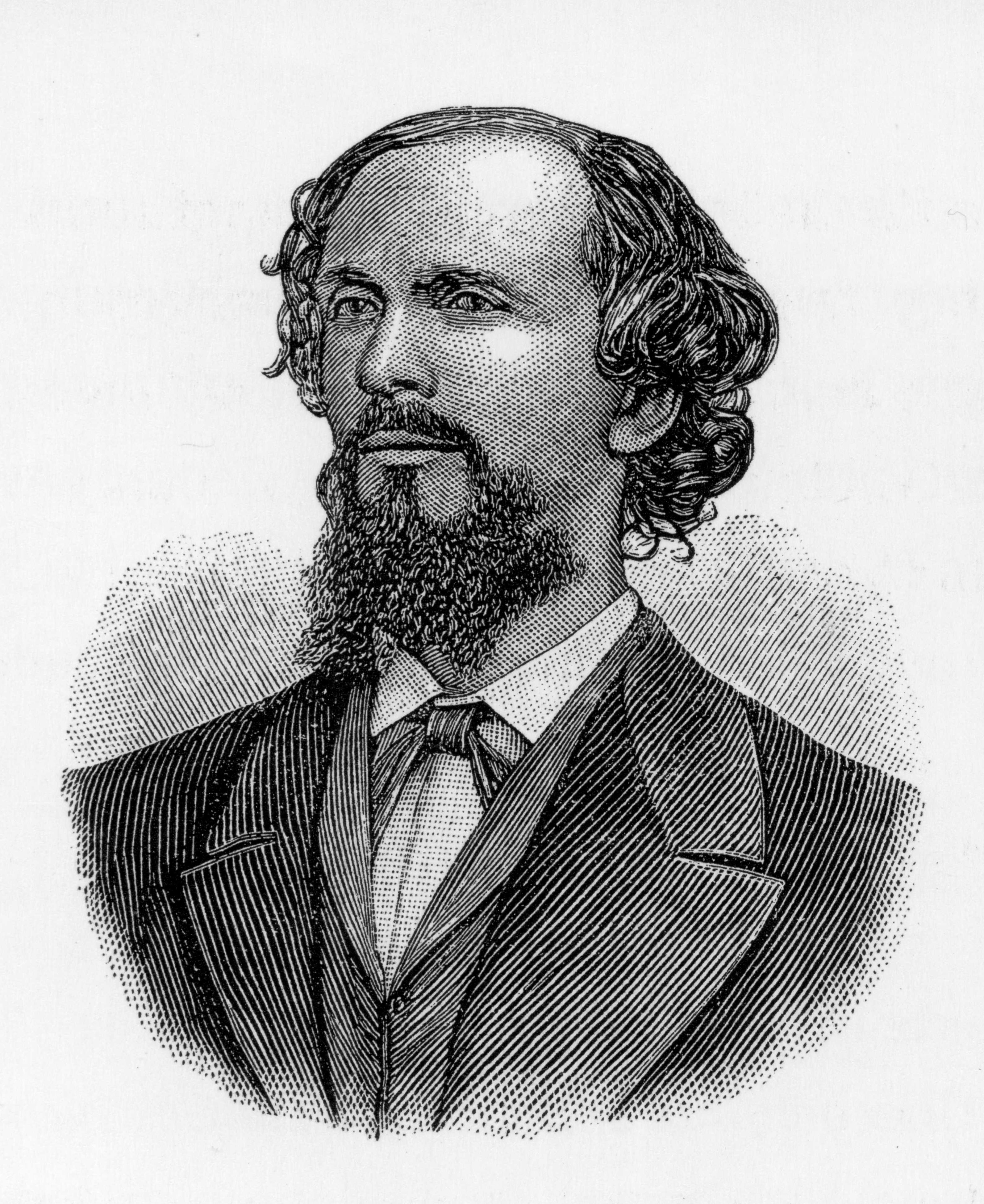
کارل هاینریش اورلش نویسنده آلمانی

شخصیت اصلی داستان "استیون" در دوره ویکتوریا در خانه‌ای از منازل نخبه‌سالاری در سیسترشایر انگلستان به دنیا آمد. والدینش تصمیم گرفتند نامی را که برای پسرشان در نظر گرفته بودند بر او نهند. خانواده‌اش می‌گویند که او در هنگام تولد بدنی عجیب و غریب داشت. او شانه‌هایی پهن و ران‌هایی لاغر داشت وبمانند نوزاد قورباغه بود." او از کودکی علاقه به پوشیدن لباس‌های زنانه نداشت و همیشه موهایش را کوتاه می‌نمود وآرزو می‌نمود که پسر به دنیا آمده بود. در سن هفت‌سالگی عاشق کولیینز، خدمتکار منزلشان شد وهنگامی که می‌دید برخی خدمتکاران مرد منزلشان گاهی کولیینز را می‌بوسند بشدت احساس شکست عاطفی می‌نمود.
فیلیپ، پدر استیون با خواندن نوشتارهای کارل هاینریش اورلش نویسنده آلمانی که نظریاتی درباره انحرافات جنسی ارائه نموده بود، رفتارهای دخترش را دریابد، لیکن آقای فیلیپ یافته‌های خود را با کسی مطرح نمی‌نمود. در حالی که "آناً مادر استیون کاملاً از دختر خود دور بود و او را به کپی ناقصی از فیلیپ می‌دید. در سن هجده سالگی استیون با مردی کانادایی به نام "مارتین هالام" آشنا شد ولی هنگامی که مارتین با او سخن از عشق گفت، استیون بشدت از او ترسید. در زمستان سال بعد فیلیپ پدر استیون بر اثر سقوط درخت جان باخت. در آخرین لحظات حیات خود تلاش نمود که به دخترش بفهماند که او دچار انحرافات جنسی است لیکن موفق به این‌کار نشد.

استیون شروع به پوشیدن لباس‌های مردانه نمود وهنگامی که بیست ویک ساله بود عاشق "آنجلا کروسپی" همسایه آمریکایی‌شان شد. آنجلا خود نیز داروی ضد بی‌حوصلگی مصرف می‌نمود. او گاهی به اجازه بوسه‌هایی همجنس‌گرایانه را به استیون می‌داد. هنگامی که استیون از رابطه عاشقانه آنجلا و مرد دیگری آگاه شد، آنجلا از ترس برملا شدن راز این رابطه عاشقانه، نامه‌هایی که استیون برایش نوشته بود را در اختیار همسرش گذاشت وهمسر آنجلا نیز نامه‌ها را به مادر استیون نشان داد. آنا مادر استیون نیز او را به پررویی متهم کرده و بکارگیری توصیف عشق را برای این هوس منزجرکننده و غیرطبیعی از سوی عقل نامتوازن و جسم ناهمگون استیون، به سخره گرفت. استیون در پاسخ او گفت: 
این احساس من چیزی شبیه علاقه پدرم به توست. من عاشق شدم و احساس من زیبا وپاک بود. من از زندگی آنجلا کروسپی خوشم آمد.
 ریچارد وان کرافت ایبنگ (۱۸۴۰ – ۱۹۰۲) از منتقدانی بود که با موضوع بیماری‌های روانی جنسی برخورد داشت وهنگامی که استیون نوشته‌های کرافت ایبنگ را ورق می‌زد، نوشتاری دربارهٔ انحرافات جنسی یافت. پس از خواندن این متن بود که دریافت دچار اختلال جنسی است و یک همجنس‌گرای زن است.
پس از آن استیون به لندن نقل مکان کرد وآنجا اولین رمان خود را نوشت که با اقبال عمومی قابل توجهی مواجه گشت، ولی رمان دوم او نتوانست موفقیت رمان اول را تکرار کند. دوست همجنس‌گرا نمایش‌نامه‌نویساش «جاناتان بروکت» او را به سفر به پاریس ترغیب نمود تا با تجربیاتی که در این شهر بدست خواهد آورد روش نگارشش را ارتقاء بخشد. در پاریس استیون هنگامی که مهمان گالری ادبی «والیری سیمور» که شخصیتی همجنس‌گرای زن بود، اولین ارتباطش را با فرهنگ همجنس‌گرایی شهری برقرار نمود. در بحبوحه جنگ جهانی اول استیون به نیروهای متحرک پیوست. او پس از مدتی راهی جبهه‌های نبرد شد وآنجا لایق کسب مدال لاکروای جنگ شد. او در آنجا عاشق دوست و همکار جوانش «ماری لویلین» شد و پس از پایان جنگ با او به زندگی مشترک پرداخت. آن‌ها در ابتدا بسیار خوشبخت بودند اما پس از آنکه استیون به نویسندگی پرداخت، ماری دچار حس تنهایی شد و به همجنس‌گرایی شبانه روی آورد، امری که جامعه فرهیخته آن روزهای فرانسه بشدت با آن مخالف بود. استیون حس می‌کرد که ماری نسبت به او دلسرد شده‌است. او افزود که نمی‌تواند یک زندگی نرمال و مرفه‌تر را فراهم سازد.

مارتین هالام که در گذشته با استیون رابطه داشت وهمینک ساکن پاریس بود، عاشق ماری شد. او استیون را قانع نمود که نمی‌تواند استیون نمی‌تواند ماری خود را خوشحال سازد. استیون تصمیم گرفت به رابطه عاشقانه با والیری سیمور بازگردد تا موقعیت را برای ادامه رابطه ماری ومارتین فراهم سازد. رمان کنج عزلت با دعای استیون پایان می‌یابد که درخواست می‌کند.
خدایا حق ما را نیز در این دنیا عطا کن.

## شخصیت‌پردازی

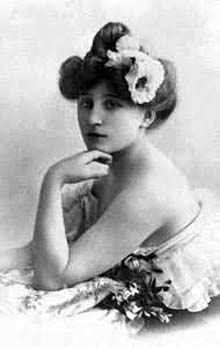
نویسنده فرانسوی گابرییل کولیت

علیرغم اینکه برخی نویسندگان دوره ۱۹۷۰ و ۱۹۸۰ میلادی، به دلیل برخی تشابه‌ها بین رادکلیف هال و شخصیت استیون، رمان کنج عزلت را کارنامکی پنهان از زندگی رادکلیف هال در مرحله کودکیش می‌دانند، در عین حال شخصیت آنجلا کروسپی را آمیخته‌ای از زنانی که رادکلیف در نوجوانی با آن‌ها برخورد داشته می‌دانند. لیک ماری لویلین در داستان هیچ دلبستگی و شغل خاصی ندارد و آن هنگام که استیون او را با هالام تنها می‌گذارد، هیچ واکنشی نشان نمی‌دهد. برخلاف ماری، آنا تروبریدیچ دوست رادکلیف که به تندیس‌گری و ترجمه آثار ادبی «گابرییل کولیت» (۱۹۷۳ – ۱۹۵۴) از زبان فرانسوی به زبان انگلیسی می‌پرداخت. رادکلیف هال در این‌باره گفت تنها چیزی که از زندگی شخصی او در این رمان آمده‌است، گفتاوردی است با این مضمون که: 
 احساساتِ واقعی است که همجنس‌گرایی را متفاوت می‌نمایاند.

## جنگ جهانی اول
علیرغم اینکه نویسنده در ابتدای رمان وجود هرگونه شخصیتی برگرفته از دنیای واقعی، در رمان را انکار می‌کند، لیک شغل رانندگی آمبولانس استیون نشان از فعالیت‌های دوست استیون، «توبی لوتر» در کوران جنگ جهانی اول دارد. لوتر فرمانده تنها واحد امداد زنان شرکت‌کننده در نبرد پاریس بود. او نیز به مانند استیون به قشر نخبه جامعه تعلق داشت. لوتر نیز لباس‌های مردانه می‌پوشید و یک دوئلباز معروف بود. بعدها مشخص شد که که رادکلیف هال در شخصیت‌پردازی استیون، از لوتر تأثیر گرفته‌است.
این رمان اجتماعی تأثیر بسزایی در پررنگ نمودن نقش اجتماعی زنان همجنس‌گرا در بحبوحه جنگ داشت، که با هدف خارج نمودن آنان از سایه و بازگرداندشان به بطن اجتماع نوشته شده بود. 
 در آن سال‌های سختی واحدی از زنان تشکیل شد که دیگر هیچ‌گاه نمی‌توانستند از هم جدا شوند.

پس از آنکه در دوره پس از نبرد، با همجنسگرایان به مانند لشکر شکست‌خورده رفتار شد، این تشبیه نظامی گروه‌های زنان به «واحد» در جاهای متعددی از این رمان به کار رفته‌است. و رادکلیف هال با آوردن تصویر یک سرباز زخمی، تلاش کرد که اوضاع روحی همجنس‌گرایان رانده شده را توصیف کند.
این بمباران نیست که روح و روان همجنس‌گرایان را می‌آزارد، بلکه هجوم خاموشی است که بندگان خدا به همجنس‌گرایان آورده‌اند.

## خرده‌فرهنگ همجنسگرایان در پاریس

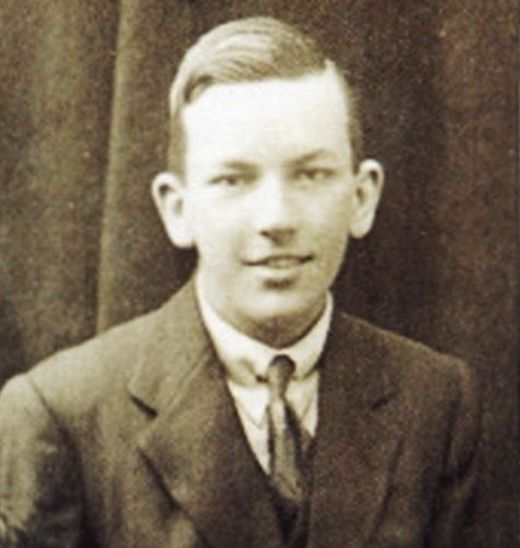
رمان‌نویس و نوازنده پیانو انگلیسی نویل کوارد

در دوره‌ای رادکلیف هال در پاریس می‌زیست تعداد قابل توجهی هوادار همجنس‌گرا داشت. در آن برهه برخلاف انگلستان، در فرانسه قانون ممنوعیت همجنس‌گرایی مردانه بتصویب نرسیده بود. هنگامی که استیون به نصیحت دوستش جاناتان بروکت که به احتمال فراوان شخصیت او از رمان‌نویس و نوازنده پیانو انگلیسی نویل کوارد (۱۸۹۹ – ۱۹۷۳) اقتباس شده بود، دربارهٔ تمایلات همجنس‌گرایانه خود سخنی به میان نیاورد. بروکت به عنوان راهنمای تور با استیون همکاری می‌نمود. جاناتان دانسته‌های خود را دربارهٔ روابط مخفی همجنس‌گرایانه پادشاه اتریش و ملکه فرانسه ماری آنتوانت (۱۷۵۵ – ۱۷۹۳) با شهردار منطقه لامبی در فرانسه "ماریا ترزا دو سافوا" (۱۷۴۹ – ۱۷۹۲) با استیون در میان گذاشت و او را با بخشی از جامعه فرانسه آشنا ساخت.
بروکت استیون را با "والری سیمور" آشنا نمود. والری به مانند "ناتالی کلیفورد بارنی" (۱۸۷۶ – ۱۹۷۲) نویسنده آمریکایی که الهام‌بخش رادکلیف برای پردازش شخصیت والری بود، صاحب یک گالری ادبی بود و بسیاری از بازدیدکنندگان از گالری‌اش را همجنس‌گرایان تشکیل می‌دادند.
پس از این ملاقات استیون به ماندن در پاریس راغب شد و خانه‌باغی در خیابان یعقوب پاریس، که بارنی در آن می‌زیست، خرید. گالری ادبی بارنی نیز در همین خیابان بود. استیون مدتی از دوستش والری رنجیده بود به همین دلیل تا پایان جنگ جهانی اول به گالری والری نمی‌رفت. جاناتان او را قانع نمود که ماری دست‌نیافتنی شده‌است، پس از آن استیون ماری را موجود شکست‌ناپذیر نامید. زیرا که می‌توانست موجبات شادی اطرافیانش را حتی اگر برای دوره‌ای کوتاه هم شده، فراهم آورد.
 همه خود را طبیعی و شجاع حس می‌کنند، آنگاه که در کنار والری سیمور باشند.
 هنگامی که او توانست از شک‌های خود رهایی یابد، در محلی نزدیک به منطقه‌ای که برای زندگی همجنس‌گرایان اختصاص داده شده بود، به همراه ماری دستگیر شد. آنان را به باشگاه شبانه "آلک" که بدنام‌ترین باشگاه شبانه منطقه بود، بردند. در آنجا مردانی رانده شده حضور داشتند که با استیون و ماری به بدی رفتار کردند. اینک ماری و استیون تنها می‌توانستند به حال خود تاسف بخورند زیرا امیدی به رهایی نداشتند.
تصویری که رادکلیف هال از خرده‌فرهنگ پاریس ترسیم نمود، مخالفانی از نزدیکترین دوستان او را به واکنش واداشت. "رومن بروکس" (۱۸۷۴ – ۱۹۷۰) نگارگر آمریکایی او را 
 زنی که وقت خود را صرف یافتن کرم‌ها می‌نمود، گویی که می‌خواست باستان‌شناس مهمی شود.
 توصیف نمود. تصویر منفی که هال از باشگاه‌های شبانه مانند "آلک" در رمانش ترسیم نمود، الزاماً دربارهٔ همه باشگاه‌ها صادق نبود. به عنوان مثال این باشگاه‌ها نماینده همه گروه‌های همجنس‌گرای پاریس نبودند. هال نوع مرسوم از نقد را دربارهٔ آن‌ها به کار می‌برد زیرا که تجربه همجنس‌گرایی زنانه‌اش، به تلخی تجربه استیون نبود. نویسنده تصمیم گرفت که نگاه‌ها را متوجه مظلومیت‌های همجنس‌گرایان کند و بر خواسته‌های آنان که شامل حقوق اجتماعی وتغییر نگاه جامعه‌ای که خود را پرچمدار عدالت می‌دانست، به همجنس‌گرایان، تأکید کند.

## محتوای دینی، فلسفی و علمی

### جنسیت‌شناسی
رادکلیف هال کنج عزلت را برای ترویج افکار برخی سکسولوژیست‌ها مانند " ریچارد وان کرافت ایبنگ" و "هافلوک آلیس" نوشت. آنان معتقدند که اختلالات جنسی نوعی رفتار غیرقابل تغییر در بشر است و این اختلال را "همجنس‌گرایی مادرزادی" نامیدند. و در کتاب بیماری‌های جنسی-روانی نوشته ایبنگ (۱۸۸۶) که استیون آن در کتابخانه پدرش یافت، همجنس‌گرایی را به عنوان نتیجه شکست‌های مشترک خانواده‌هایی که از بیماری‌های روانی رنج می‌برند، توصیف نموده‌است. این افکار استیون را وادار نمود که خانواده‌اش را " زشت‌صورتان مثله شده وحشتناک" توصیف کند. لیک در همین زمان نوشتارهایی دیگری چون "دگردیسی جنسی" (۱۹۸۶) نوشته هافلوک آلیس را که در نوشتن مقدمه، مشارکت داشته‌است، می‌بینیم که دگردیسی جنسی را چیزی جز یک اختلاف ساده نبوده و برخلاف آنچه دیگران می‌پندارند عیب نیست. کرافت ایبنگ نیز در سال ۱۹۰۱ نظریه مشابهی را ارائه نمود. رادکلیف هال در رمان کنج عزلت کوشید تا نظریات روانشناسان را به که معتقد بودند همجنس‌گرایی نوعی رشد جنسی سرخورده قابل تغییر است را به چالش بکشد.
اصطلاح دگردیسی جنسی به جابجایی نقش‌ها در بین دو جنس زن و مرد اشاره دارد. این دگردیسی موجب ایجاد رغبت زنان همجنس‌گرا به رفتارهای مردانه و همچنین پوشیدن لباس‌های آقایان می‌شود. براساس نظریه کرافت این زنان روحیه مردانه دارند. او معتقد بود این دگرگونی‌های جنسی برخی صفات ثانویه را از جنسی به جنس آخر منتقل می‌کند. علی‌رغم اینکه آلیس کوشش‌های فراوانی نمود، پژوهش‌های او هیچ گونه اختلاف فیزیکی بین دو جنس را ثابت نمی‌کند. این ایده با توجه به ساختار ناهمگون جسم استیون در هنگام تولد متبلور شد. در گالری والری سیمور نیز تون صدا و شکل مچ و لطافت پوست دست همجنس‌گرایان را از سایر مدعوین متمایز می‌ساخت.
پس از آنکه کرافت ایبنگ پژوهشی را با نام مستعار "کوندی ساندور" انجام داد ونقش مردی که دوره کودکی خود را به ماننداستیون گذرانده است، ایفا نمود، او آلیس برخی افراد را که قبلاً همجنس‌گرا رده‌بندی می‌شدند، "تحول‌یافتگان جنسی" نام نهادند. "مایکل دیلون" در سال ۱۹۴۶ میلادی پس از آن چند عمل جراحی زیبایی انجام داد، به عنوان اولین زن تحول یافته جنسی، رسماً به عنوان مرد پذیرفته شد. او در کتاب خاطراتش اشاراتی به استیون داشته‌است. پس از آن بود که بسیاری از منتقدان دریافتند که استیون یک تحول یافته جنسی بوده‌است نه یک همجنس گرا.
وجود زنان در روابط همجنسگرایانه زنانه نظریه تحول‌یافتگی جنسی را به چالش می‌کشید، زیرا نمی‌توان علاقه زن به جنس مخالف را در چهارچوب این رابطه تفسیر نمود. با اینحال در این رمان ماری در تلاش برای جذب استیونی است که مملو از تردید است و در آخر هنگامی که استیون اهداف ماری را غیرواضح دیدبنحوی که ماری او را رهانموده و به زندگی با جنس مخالف یعنی مارتین هالام پرداخت؛ و استیون با آینده‌ای نامشخص و هویت جنسی مبهم مواجه شد.

### مسیحیت و معنویت
در سال ۱۹۱۲ رادکلیف هال به کلیسای کاتولیک تمایل پیدا کرد و علی‌رغم نوشتارهایش، برخی او را یک مؤمن باتقوا می‌دانند. زیرا به ارتباط با مردگان اعتقاد داشت و آرزو داشت که توانایی ارتباط با ارواح را داشته باشد. و این اعتقادات او گاهی باعث ایجاد درگیری‌هایی بین او و کلیسا شد، تا جایی که او را به انکار و محکوم کردن معنویت واداشت. هر دوی این دیدگاه‌ها در رمان کنج عزلت قابل رهگیری هستند.

استیون در شب سال نوی میلادی به دنیا آمد به همین دلیل او مفتخر به داشت لقب «شهید اول» در مسیحیت است. او در کودکی دچار حس مبهم و عجیبی شد بنحوی که خود را عیسی می‌پنداشت. و هنگامی که دریافت که کولینز، معشوقه کودکی اش، بر اثر حجم زیاد کارهای منزل دچار التهاب و خشکی مفاصل شده‌است، به زانوی او تکیه داد و برای شفای او وکاهش درد زانوانش دعا می‌کرد.
ای عیسی مسیح، از تو درخواست می‌کنم که کولینز را با خون من بشویی زیرا که او را دوست می‌دارم، و به جای او دردهایش را تحمل کنم همانگونه که تو به خاطر ما فداکاری کرده و رنجها کشیدی.

پس از آنکه استیون شروع به مطالعه کتاب کرافت ایبنگ که آن را در کتابخانه پدرش یافته بود، نمود، شروع به ورق زدن کتاب مقدس کرد و به‌طور تصادفی سفر پیدایش را خواند.
و خداوند به قابیل نشانه‌ای داد تا مبادا از جانب هر که او را دید مورد ضرب و شتم قرار گیرد.

هال در طول رمانش بارها از این ننگ وتبعید، به عنوان استعاره‌ای از حال تحول یافتگان جنسی استفاده کرد. او در دفاع از همجنسگرایان گفتمانی با مضمون دینی را برگزید.
این خدا بود که تحول یافتگان جنسی را آفرید، پس بندگانش باید این آفریده خدا را بپذیرند.
این اظهارات دینی موجب خشم وانزجار مخالفان کتاب گردید. لیک تأکید هال به این موضوع که دگرباشی جنسی هدیه‌ای از سوی خداوند است تأثیر زیادی در تأیید خواست‌های دگرباشانه همجنس گرایان داشت.

## انتشار
سه ناشر معتبر کیفیت رمان کنج عزلت را تأیید نموده، لیک با توجه به انتقادات فراوان دربارهٔ این رمان، از نشر آن سرباز زدند. وکیل هال نسخه‌ای از رمان را برای جاناتان کیپ ارسال نمود. کیپ علی‌رغم اینکه می‌دانست باید جانب احتیاط را در پیش گیرد، معتقد بود که این کتاب می‌تواند به یک موفقیت تجاری بدل شود، از این‌رو در چاپ اول او فقط ۱۵۰۰ نسخه از رمان را منتشر نمود. بهای کتاب نیز ۱۵ شلن یعنی دو برابر قیمت متوسط یک رمان در آن زمان، قیمت‌گذاری شد تا کتاب برای آن دسته از خوانندگان که فقط به کتاب‌های جنایی علاقه‌مند بودند، غیر جذاب گردد.
در ابتدا بنا بود رمان در پاییز ۱۹۲۸ منتشر شود، لیکن با توجه به مشخص شدن اینکه قرار است در سپتامبر همان سالی رمانی دیگر با همین مضمون و به نام زنان فوق‌العاده، نوشته کومبتون مکنزی به بازار روانه شود، انتشار کتاب به تعویق افتاد. علی‌رغم اینکه رمان زنان فوق‌العاده عناصر مشترک اندکی با کنج عزلت داشت، هال و رادکلیف معتقد بودند که این کتاب رقیبی است که تأثیر آن روی فروش کنج عزلت را نمی‌توان نادیده گرفت. در ۲۷ ژوئیه کتاب با جلدی مشکی وساده روانه بازار شد. کیپ نسخه‌ای از آن را برای آن دسته از جراید و روزنامه‌ها که تنها به جنبه‌های تحریک‌کننده کتاب نمی‌نگریستند، فرستاد.

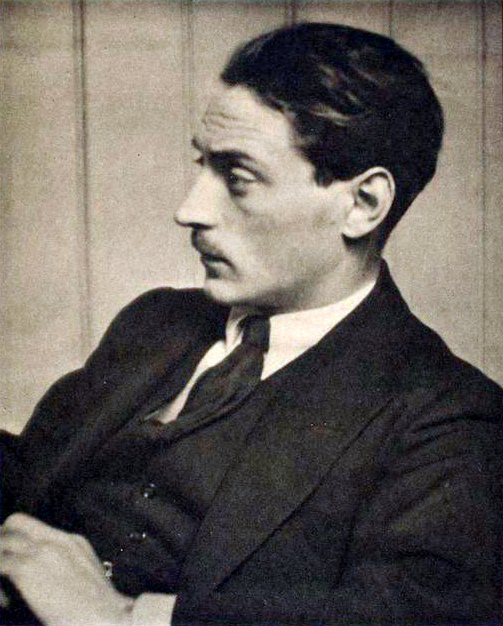
کومبتون مکنزی نویسنده رمان زنان فوق‌العاده- ۱۹۲۸ میلادی

بازخوردهای اولیه پس از انتشار بسیار متفاوت بودند. برخی رمان را حامل گفتمان اخلاقی شگرف و برخی دیگر من‌جمله لئونارد وولف، رمان را کتابی با ساختاری بد و ضعیف توصیف کردند. برخی کتاب را اثری ویرایش نشده و برخی اعتبار و ارزش اثر هنری را ستودند. گروهی نیز با استدلال‌های اخلاقی هول ارتباط برقرار کرده وبا او همزادپنداری نمودند. تا سه هفته پیش از انتشار عمومی رمان در کتابفروشی‌ها، کسی از منتقدان خواستار توقیف کتاب نشد. و یک نظر سنجی که در سمینار تی‌بی اند کاسل انجام شد، احتمال مواجه شدن با هیچ مشکلی را متصور نشد و اعلام کرد
نمی‌توان بازخوردهای ناشی از این کتاب را در جامعه پیش‌بینی کرد و نمی‌توان گفت که آیا کتاب با تمسخر یا سکوت خوانندگان مواجه خواهد شد، لیکن همه کسانی که کتاب را خواهند خواند با سخن آقای هافلوک آلیس در مقدمه، آنجا که گفت: همیشه با شرایط مؤثر برخورد منفی می‌شود و جرمی که آن حالات را بوجود آورده است، نادیده گرفته می‌شود، موافق خواهند بود.

## بازخوردهای اجتماعی
جبهه‌گیری ساندی تلگراف
جیمز داگلاس سردبیر روزنامه ساندی تلگراف به انتقاد از کتاب پرداخت> او که یک موعظه‌گر اخلاقی و مبلغ دین مسیحیت بود، از طریق تبلیغ سلامت جسمانی و مردگرایی سعی در استحکام بخشیدن به نقش کلیسا در جامعه داشت. روزنامه او روزانه به موضوعات چالش‌برانگیزی مانند حق رأی زنان، رمان‌های جدید وعلی الخصوص آن‌ها که به موضوعات جنسی می‌پرداختند، اعترافات آدمکشان وداستان‌های عاشقانه بین زنان و مردان می‌پرداخت. این پس‌زمینه هیئت تحریریه ساندی تلگراف را بر آن داشت که در اواخر دهه ۱۹۲۰ بی‌محابا به این رمان بتازد.

داگلاس در روز شنبه ۱۸ اوت پوستری با محتوای آغاز مبارزه ساندی تلگراف و وعده بی‌آبرو کردن کتابی که آن را لایق انتشار نمی‌داند، آغاز کرد. داگلاس در سرمقاله روز بعد نوشت
دگردیسی وانحرافات جنسی به امری علنی مبدل شده وانتشار این رمان نشان از آن دارد که جامعه نیازمند تطهیر خویشتن از بیماری جذامی‌ست که به آن دچار شده‌است.
داگلاس معتقد بود که همجنس‌گرایی، یک عقیده دروغین در سکسولوژی است که با عقاید لاهوتی مسیحیت دربارهٔ آزادی‌های فردی تناقض دارد. داگلاس می‌پنداشت که همجنسگرایان در موضوع آزادی‌های فردی، نفرین‌شدگانی هستند که می‌باست کودکان را از آنان دور نگاه داشت وافزود حاضر است به هر دختر وپسری شیشه‌ای از اسید هیدوسیانیک بدهد، تا قبل از خواندن این رمان، بنوشد، زیرا که زهر جسم شخص را از بین می‌برد در حالی که شرنگ اخلاقی روح فرد را می‌می‌راند. داگلاس از همه سردبیران را به جمع‌آوری کتاب دعوت کرد و پس از آن از وزیر کشور بریطانیا درخواست کرد اگر ناشران در این‌باره همکاری ننکند، تدابیر لازم را اتخاذ نماید.